# Christopher Chabris

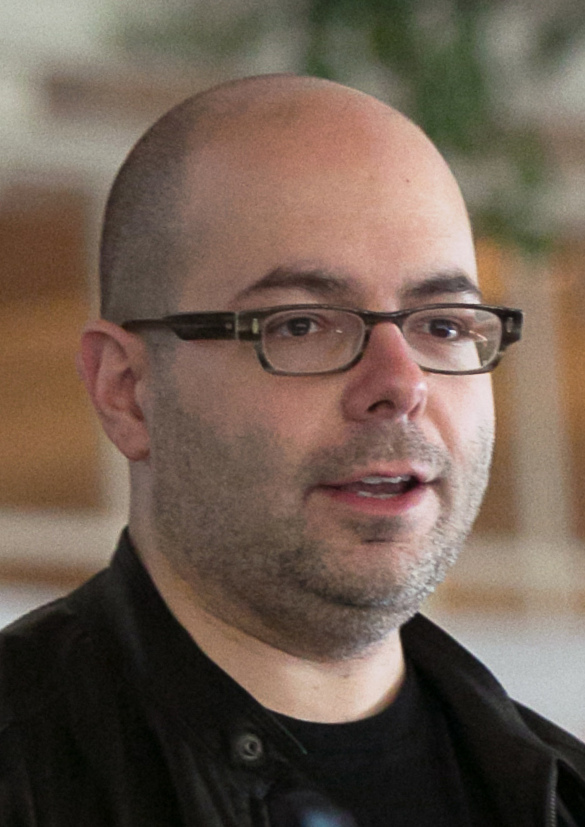
Christopher Chabris (2012)

Christopher F. Chabris [ʃəˈbriː] (* 19. November 1966 in den USA) ist ein amerikanischer Experimentalpsychologe.
Bekannt ist sein Experiment „Gorillas in unserer Mitte“, wobei er zusammen mit seinem Kollegen Daniel Simons (* 1969) die Unaufmerksamkeitsblindheit demonstriert, also die Nichtwahrnehmung von Objekten, bedingt durch die eingeschränkte Verarbeitungskapazität des menschlichen Gehirns. Dafür erhielten sie 2004 den Ig-Nobelpreis.
Im Jahr 1989 rief er zusammen mit seinem Landsmann FM Danny Edelman an der Universität Harvard den Harvard Chess Cup ins Leben, ein von 1989 bis 1995 zumeist jährlich stattfindendes Schachturnier „Mensch gegen Maschine“, dessen Zweck es war, die Fortschritte im Computerschach zu messen.

## Veröffentlichungen (Auswahl)
- Mit Daniel Simons: The Invisible Gorilla – How Our Intuitions Deceive Us. Harmony 2011, ISBN 978-0307459664